# Gaja inconspicua
Gaja inconspicua är en insektsart som först beskrevs av Kirby 1891.  Gaja inconspicua ingår i släktet Gaja och familjen Flatidae. Inga underarter finns listade i Catalogue of Life.